# Television Centre

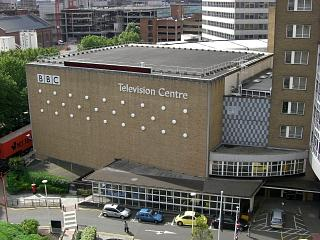
Studio TC1, największe w kompleksie

Television Centre (TVC, Centrum Telewizyjne) – budynek położony w Londynie, w dzielnicy Hammersmith and Fulham, w latach 1960-2013 stanowiący główną siedzibę pionu telewizyjnego BBC. 
Został otwarty 29 czerwca 1960 roku. Był pierwszym należącym do BBC gmachem wzniesionym z myślą o prowadzeniu w nim produkcji telewizyjnej - wcześniej korporacja aranżowała studia w budynkach mających pierwotnie zupełnie inne przeznaczenie. W ostatniej fazie działalności znajdowało się w nim kilkanaście studiów, z czego największe - oznaczane jako TC1 - miało powierzchnię 995 m². W marcu 2013 BBC oficjalnie opuściło budynek.
Według stanu na sierpień 2013, budynek jest już w rękach nowego, prywatnego właściciela. Począwszy od roku 2014 ma służyć jako powierzchnia biurowa, mieszkaniowa i usługowa, a także - w mniejszym zakresie - jako ośrodek produkcji programów telewizyjnych, dostępny do wynajęcia dla wszystkich chętnych.

## Historia

### Rola
W czasach swojej największej świetności, przypadającej na lata 1990. i 2000., Centrum stanowiło siedzibę wszystkich stacji telewizyjnych BBC przeznaczonych na rynek brytyjski oraz większości adresowanych do publiczności zagranicznej. Od 1998 w dobudowanej do niego części znanej jako BBC News Centre przygotowywane były serwisy informacyjne dla wszystkich mediów grupy BBC - stacji radiowych i telewizyjnych oraz portalu internetowego. Nadawane były stamtąd także dwie stacje radiowe - BBC Radio 5 Live i BBC Radio 5 Live Sports Extra. Centrum było miejscem nagrywania wielu spośród najbardziej znanych seriali BBC, m.in. Hotelu Zacisze i Latającego Cyrku Monty Pythona. Gościło także 8. Konkurs Piosenki Eurowizji w 1963 oraz pierwszy w historii Konkurs Tańca Eurowizji w 2007 roku.

### Ograniczenie roli Centrum
Począwszy od 2011 rola Centrum była stopniowa ograniczana. Jesienią 2011 wszystkie redakcje sportowe i dziecięce BBC, w tym BBC Radio 5 Live i BBC Radio 5 Live Sports Extra, zostały przeniesione do nowego ośrodka BBC w Salford. W 2012 rozpoczęły się przenosiny pionu informacyjnego BBC do nowego centralnego newsroomu w rozbudowanym i zmodernizowanym Broadcasting House, zakończone w marcu 2013 roku, kiedy to Television Centre opuściły redakcje kanału BBC News oraz wiadomości nadawanych na BBC One. 18 marca w budynku wyprodukowany został ostatni serwis informacyjny, zaś 31 marca 2013 BBC oficjalnie zakończyło nadawanie z Television Centre.

### Sprzedaż i przyszłość
BBC podpisało umowę na sprzedaż Centrum w lipcu 2012, nabywcą została prywatna firma Stanhope plc, specjalizują się w inwestycjach na rynku nieruchomości. Wartość transakcji nie została dokładnie ujawniona, ale szacowano ją na 200 mln funtów. Po trwającym tam obecnie generalnym remoncie, w 2014 planowane jest ponowne oddanie trzech największych studiów do użytku przy produkcji telewizyjnej, przy czym nie będą one już przypisane do BBC, lecz będą mogły być wynajmowane przez różne podmioty. Pewna część budynku ma też służyć jako powierzchnia biurowa, zaś BBC wyraziło już chęć, aby znaleźć się w gronie najemców. W pozostałej części kompleksu mają znaleźć się m.in. kino, mieszkania oraz hotel. Od początku wykluczone było całkowite wyburzenie Centrum, ponieważ jego duże fragmenty (choć nie całość) wpisane są od 2009 do rejestru zabytków.